# Madeline Schiller
Madeline Schiller (Londen, circa 1845 - New York, 3 juli 1911) was een Engels pianiste.
Schiller studeerde allereerst te Londen bij Benjamin Isaacs, Julius Benedict en Charles Hallé. In 1860 vertrok ze naar Leipzig om aldaar te studeren bij Ignaz Moscheles. Op 23 januari 1862 maakte ze haar debuut met Mendelssohns eerste pianoconcert. Tot haar vrienden te Leipzig behoorde onder andere Arthur Sullivan. Schiller keerde terug naar Londen en toerde het land door tot haar huwelijk met Marcus Elmer Bennet in 1872. Samen emigreerden zijn naar de Verenigde Staten waar ze roem vergaarde met haar voordrachten met Theodore Thomas en zijn orkest te New York.
Na de dood van haar echtgenoot keerde ze terug naar Europa om in Frankrijk te gaan wonen. Ze werd gevraagd als solist voor de première van Tsjaikovski's tweede pianoconcert. De première werd uitgevoerd door het New York Philharmonic onder leiding van Theodore Thomas. Na nog wat wereldse omzwervingen bleef ze tot haar dood met haar dochter in New York wonen. 
Schiller leverde een noemenswaardige bijdrage aan de Amerikaanse muziekwereld. Zo speelde ze een aantal Amerikaanse premières van concerten van Joachim Raff en Camille Saint-Saëns.